# Stephen Segrave (3e baron Segrave)
Pour les articles homonymes, voir Stephen Segrave.
Stephen Segrave (ap. 1270 - 1325), 3e baron Segrave (en), est un noble anglais.

## Biographie
Stephen Segrave est le fils aîné de John Segrave et de son épouse Christiane de Plescy, mariés en 1270. En 1307, il est fait chevalier et, jusqu'en 1322, il est présent à la plupart des campagnes militaires du roi d'Angleterre Édouard II pendant la Première guerre d’indépendance de l'Écosse.
En février 1323, il est nommé connétable de la Tour de Londres par le roi. Le soir du 1er août 1323, le baron rebelle Roger Mortimer de Wigmore, incarcéré à la Tour depuis janvier 1322, s'évade grâce à l'aide de Gérard d'Alspaye, lieutenant de Segrave. Les complices de Mortimer ont auparavant drogué le vin de la garnison, partie festoyer à la chapelle royale de Saint-Pierre-aux-Liens. Mortimer parvient à s'enfuir en France où il commence à concocter la chute du régime despotique d'Édouard II. Segrave doit, lui, encourir la colère du roi pour avoir laissé s'enfuir un si important félon et est déchu de son poste de connétable, qui est provisoirement assumé par Walter de Stapledon, évêque d'Exeter et trésorier royal.
À la suite de la mort de son père, qui intervient entre mai et octobre 1325, Stephen Segrave hérite de ses nombreuses possessions ainsi que du titre de baron Segrave (en). Il meurt toutefois quelques mois plus tard, entre le 4 octobre et le 12 décembre 1325. Il est inhumé aux côtés de son père au prieuré de Chacombe.
Segrave avait épousé Alice FitzAlan, une des filles de Richard FitzAlan et d'Alice de Saluzzo. Son fils John Segrave hérite de l'intégralité de ses biens.